# Тархов, Виктор Александрович
Ви́ктор Алекса́ндрович Та́рхов (3 января 1948, Куйбышев — предп. январь 2025, Самара) — советский и российский политический деятель, предприниматель, председатель Куйбышевского облисполкома в 1990—1991 годах, Глава города Самары (2006—2010 годах).

## Биография
Виктор Тархов родился 3 января 1948 года в Куйбышеве в семье военнослужащего.
Окончил среднюю школу № 6.
В 1971 году Тархов окончил химико-технологического факультет Куйбышевского государственного политехнического института по специальности «Технология основного органического и нефтехимического синтеза».
В 1971—1980 годах Куйбышевский завод синтетического спирта «Синтезспирт». Инженер-стажёр, аппаратчик 7-го разряда, начальник смены цеха, технолог цеха, заместитель начальника цеха, начальник цеха, заместитель главного инженера по производству.
В 1981—1984 годах Виктор Тархов работал директором Куйбышевского завода синтетического спирта «Синтезспирт».
В 1984—1990 годах генеральный директор Производственного объединения «Куйбышеворгсинтез».
В 1992—1994 годах генеральный директор Новокуйбышевского нефтеперерабатывающего завода.
В 1994—1996 годах первый и старший вице-президент по вопросам нефтепереработки, нефтехимии и химии НК «ЮКОС».
В 1997 году был избран председателем Совета директоров акционерного общества «Омскшина», членом совета директоров АКБ «Самараагробанк».
В 1999 году Тархов был назначен вице-президентом, директором департамента по нефтепереработке и нефтехимии ОАО «Группа Альянс».
В 2000 году был избран председателем АНО «Ассоциация сельскохозяйственных и промышленных предприятий Поволжья».
В 2000 году был назначен генеральным директором предприятия ООО «Самара ВВВ-Авиа», которое после возглавила его дочь Людмила Тархова.

### Гибель
5 февраля 2025 года стало известно, что Тархов вместе с женой были убиты. Подозреваемая — внучка, 30-летняя Екатерина Бельская. По предположениям журналистов, тела Тархова и его жены были расчленены и вывезены из квартиры в бочках с жидким азотом, приобретенных внучкой сразу после убийства. 28 февраля Екатерина призналась в убийстве своих родственников. В ходе допроса обвиняемая пояснила, что, действуя из корыстных побуждений, в целях завладения имуществом дедушки и бабушки отравила их, а затем заморозила при помощи азота, после чего её знакомый мужчина расчленил их тела, части которых они раскидали по мусорным контейнерам в Самаре.

## Политическая и общественная деятельность
С 1990 по 1991 год — председатель Куйбышевского областного Совета народных депутатов.
С 19 апреля по 23 августа 1991 года Виктор Тархов также являлся председателем исполнительного комитета Куйбышевского областного Совета народных депутатов (Куйбышевского облисполкома). В период августовского путча с 18 по 22 августа 1991 года на посту председателя Куйбышевского облисполкома Тархов поддержал распоряжения ГКЧП. После провала и самороспуска комитета был отправлен в отставку с поста главы региона указом президента РСФСР Бориса Ельцина.
В 2000 году на выборах губернатора Самарской области (2000) баллотировался на должность губернатора и занял второе место, набрав 29,7 % голосов избирателей.
В 2002—2006 годах был депутатом Самарской Губернской Думы по Чапаевскому избирательному округу № 20; член комитета по промышленности, строительству, топливно-энергетическому комплексу, транспорту, связи и торговле; член комитета по сельскому хозяйству и продовольствию, член областной общественной комиссии по продовольственной безопасности.
В 2003 году был избран заместителем председателя Самарского регионального отделения Общероссийской общественной организации малого и среднего предпринимательства «Опора России».
В 2004—2006 годах активно участвовал в деятельности Самарского регионального отделения партии Родина.
20 мая 2006 года Тархов был избран председателем Самарского регионального отделения Российской партии Жизни, при поддержке сенатора Р. З. Алтынбаева.
На выборах главы городского округа Самара 2006 года был избран главой города, набрав 28,29 % голосов в первом туре и 56,37 % — во втором (опередил представителя Единой России Георгия Лиманского, набравшего 40,55 % голосов).
19 октября 2006 года участвовал в теледебатах с Георгием Лиманским. Ведущим в дебатах был Владимир Соловьёв. Во время и после эфира Тархов был оскорблён Соловьёвым. После этого он подал иск на 10 млн рублей против журналиста. Через полтора года суд первой инстанции частично удовлетворил иск, постановив взыскать с ответчика 70 тысяч рублей.
В 2007 году на выборах в Государственную Думу V созыва Тархов отказался от мандата депутата Госдумы, передав его по партсписку Вере Лекаревой.
В 2006—2010 годах председатель Самарского регионального отделения «Справедливая Россия», член Центрального Совета партии.
В 2010 году на выборах главы городского округа Самара в первом туре Тархов набрал 18,28 % голосов избирателей.

### Кадровые назначения на посту Главы
После избрания Виктора Тархова главой городского округа Самара, ряд ключевых постов были заняты ТОП-менеджерами Группы СОК, которая во время выборов оказывала финансовую поддержку. От Группы СОК на должность руководителя транспортного управления был назначен директор ОАО «АвтоВАЗтранс» Валерий Графский, на должность директора муниципальных предприятий МП «Самарагорсвет» и МП «Самараинформресурс» вице-президент СОК Алексей Офицеров — который в партии возглавлял молодёжное крыло «Лига справедливости». Журналист и председатель Самарского реготделения партии «Яблоко» Игорь Ермоленко занял должность руководителя Управления по работе с некоммерческими организациями.

## Награды и поощрения
- Лауреат премии Совета Министров СССР в области науки и техники
- Почётный нефтехимик СССР
- Два ордена Русской Православной Церкви
- Орден «Ивана Калиты» (2008) за заслуги в деле возрождения и сохранения российской культуры, духовности, развития образования, науки и искусства

## Семья
Жена — Наталья, дочь — Людмила Тархова — директор производственной компании по производству частных самолётов ООО «Самара ВВВ-Авиа». В декабре 2022 года была приговорена к 7 годам лишения свободы с отбыванием в колонии общего режима. Бывший зять — криминальный авторитет Сергей Логинов («Лорд»).